# Žďárek
Žďárek (en allemand : Scharchen) est une commune du district et de la région de Liberec, en République tchèque. Sa population s'élevait à 165 habitants en 2021.

## Géographie
Žďárek se trouve à 9 km à l'est-sud-est de Český Dub, à 15 km au sud-sud-est de Liberec et à 80 km au nord-est de Prague.
La commune est limitée par Hodkovice nad Mohelkou au nord, par Frýdštejn et Jenišovice à l'est, par Paceřice au sud et par Sychrov à l'ouest.

## Histoire
La première mention écrite du village date de 1543.

## Galerie

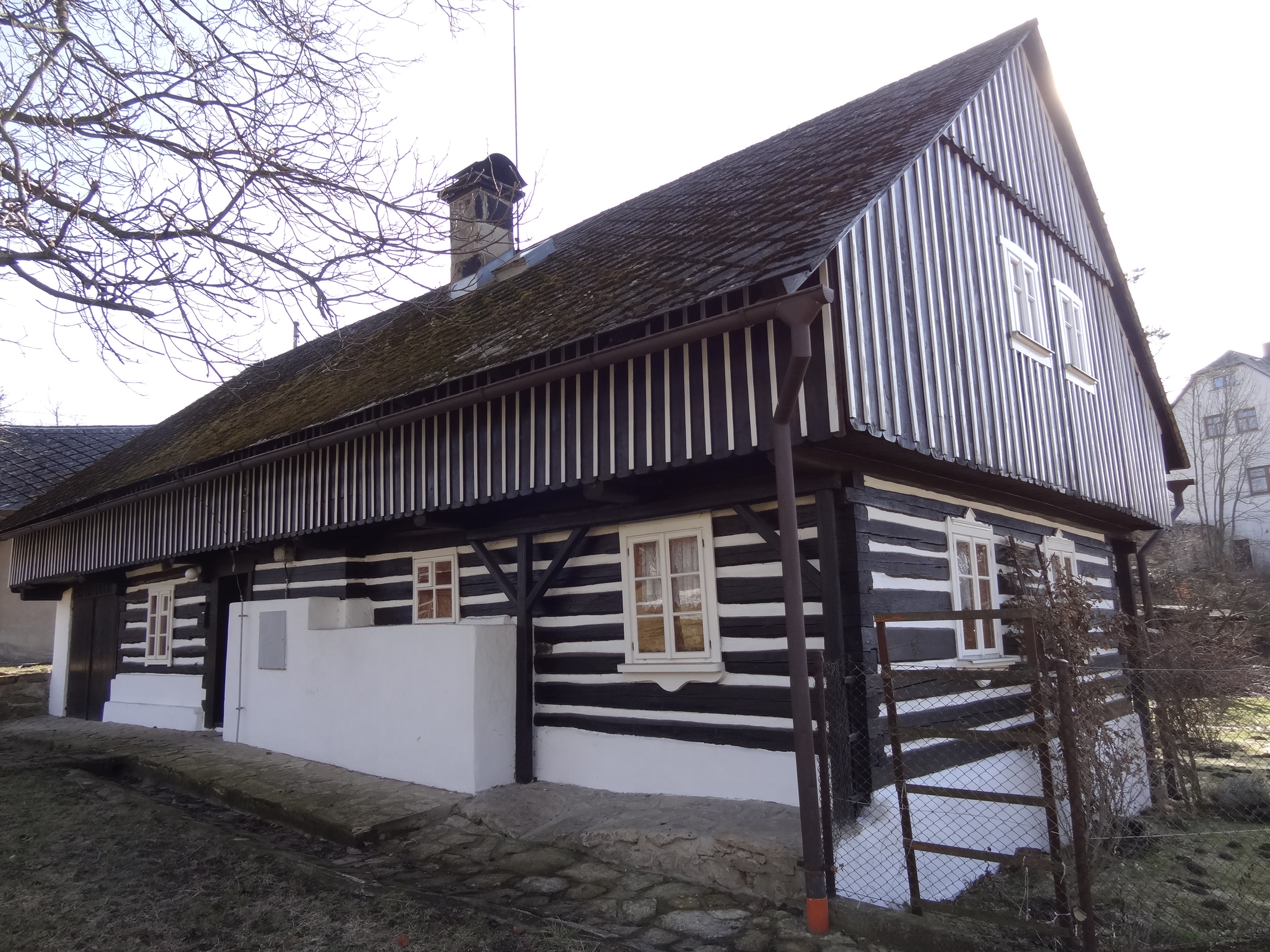
Architecture traditionnelle.
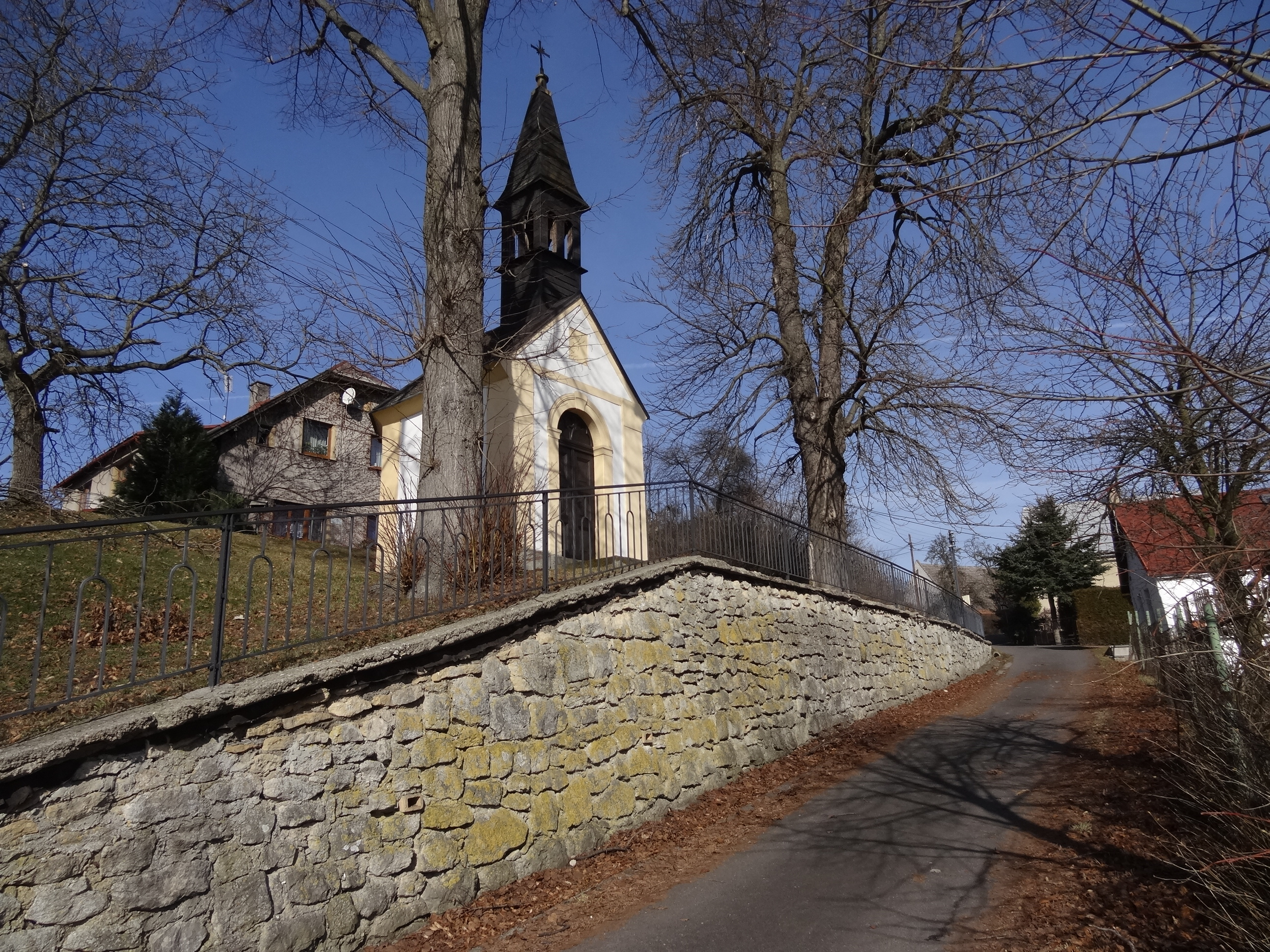
Chapelle à Žďárek.

## Transports
Par la route, Žďárek se trouve à 9 km du centre de Turnov, à 19 km de Liberec et à 93 km de Prague.